# Wyższa Szkoła Biznesu w Pile
Wyższa Szkoła Biznesu w Pile – niepaństwowa uczelnia z siedzibą w Pile, utworzona 8 lutego 1996 na podstawie decyzji Ministra Edukacji Narodowej z dnia 22 grudnia 1995 roku i wpisana do rejestru uczelni niepublicznych pod numerem 80. Na przestrzeni 15 lat funkcjonowania, szkołę ukończyło ponad 6000 absolwentów studiów licencjackich i studiów podyplomowych.
Uczelnia daje możliwość podjęcia studiów licencjackich na pięciu kierunkach:
- administracja
- europeistyka
- zarządzanie
- informacja naukowa i bibliotekoznawstwo
- filologia
  - filologia angielska

oraz studiów podyplomowych.